# آيت فزاز (الصفاصيف)
آيت فزاز هي إحدى مشيخات المملكة المغربية، تتبع جغرافيا لإقليم الخميسات وإداريًا لالصفاصيف. يقدر عدد سكانها بـ 2330 نسمة حسب الإحصاء الرسمي للسكان والسكنى لسنة 2004.